# Archevêché orthodoxe grec de Buenos Aires et d'Amérique du Sud
L'archevêché orthodoxe grec de Buenos Aires et d'Amérique du Sud est une juridiction de l'Église orthodoxe en Amérique du Sud dont le siège est à Buenos Aires et rattachée canoniquement au Patriarcat œcuménique de Constantinople. Le primat porte le titre d'Archevêque de Buenos Aires et Exarque d'Amérique du Sud.

## Évêques
- Gennade (Chrisoulakis) (8 avril 1979 - 30 avril 2001)
- Taraise (Antonopoulos) (ru) (depuis le 3 juin 2001)